# Giuseppe Firrao il Giovane
Giuseppe Firrao (Fagnano Castello, 20 luglio 1736 – Napoli, 24 gennaio 1830) è stato un cardinale e arcivescovo cattolico italiano.

## Biografia
Pronipote del cardinale Giuseppe Firrao il Vecchio, nacque a Fagnano Castello il 20 luglio 1736 da Pier Maria Firrao, principe di Sant'Agata e Luzzi, e Livia Grillo di Agapito, duchessa di Mondragone e contessa di Carinola. Iniziò la sua educazione a Napoli, intraprendendo gli studi umanistici al Collegio Nazareno e successivamente completo gli studi con un dottorato in diritto canonico e civile alla Sapienza di Roma. Prese gli ordini minori e fu ordinato presbitero nel periodo fra il 1775 e il 1782.
Il 25 febbraio 1782 fu eletto arcivescovo titolare di Petra e nominato nunzio apostolico a Venezia l'8 aprile di quell'anno. Nel 1785 divenne segretario della Congregazione dei vescovi e regolari.
Papa Pio VII lo elevò a cardinale nel concistoro tenutosi il 23 febbraio 1801 col titolo di Sant'Eusebio. Nel biennio 1802-1803 fu nominato camerlengo del Collegio dei cardinali e cardinale protopresbitero dello stesso collegio (1823-1830). Prese parte ai conclavi del 1823 e del 1829.
Morì il 24 gennaio 1830 all'età di 93 anni.

## Genealogia episcopale
La genealogia episcopale è:
- Cardinale Scipione Rebiba
- Cardinale Giulio Antonio Santori
- Cardinale Girolamo Bernerio, O.P.
- Arcivescovo Galeazzo Sanvitale
- Cardinale Ludovico Ludovisi
- Cardinale Luigi Caetani
- Cardinale Ulderico Carpegna
- Cardinale Paluzzo Paluzzi Altieri degli Albertoni
- Papa Benedetto XIII
- Papa Benedetto XIV
- Papa Clemente XIII
- Cardinale Marcantonio Colonna
- Cardinale Innocenzo Conti
- Cardinale Giuseppe Firrao il Giovane